# Pierre Faber
Pour les articles homonymes, voir Faber.
Pierre Faber, né le 9 janvier 1972, est un athlète sud-africain.

## Carrière
Pierre Faber remporte la médaille d'or en décathlon aux Championnats d'Afrique d'athlétisme 1993 à Durban.
Il est champion d'Afrique du Sud de décathlon en 1995.
Son meilleur score se situe à 7581 points atteint à Gotzis en Autriche.